# Катрин Кулмън
Катрин Грейс Кулмън (на английски: Catherine Grace Coleman) е американски астронавт, участник в три космически полета и дълговременен престой от 159 денонощия на МКС - Експедиция 26.

## Образование
Катрин Г. Кулмън завършва колежа Wilbert Tucker Woodson High School във Феърфакс, Вирджиния през 1978 г. През 1983 г. се дипломира като бакалавър по химия в Масачузетски технологичен институт, Кеймбридж, Масачузетс. През 1991 г. получава докторат от Масачузетски университет в Амхърст.

## Военна кариера
Катрин Кулмън е на служба в USAF от 1988 г. Дълги години работи като изследовател, а по-късно и ръководител на екип в секретната авиобаза Райт Патерсън, Охайо. Напуска ВВС през ноември 2009 г.

## Служба в НАСА
Катрин Кулмън е избрана за астронавт от НАСА на 31 март 1992 г., Астронавтска група №14. Участва в 3 космически полета:
| Космически полети на Катрин Грейс Кулмън          | Космически полети на Катрин Грейс Кулмън | Космически полети на Катрин Грейс Кулмън  | Космически полети на Катрин Грейс Кулмън | Космически полети на Катрин Грейс Кулмън | Космически полети на Катрин Грейс Кулмън | Космически полети на Катрин Грейс Кулмън |
| №                                                 | Дата                                     | КК                                        | Емблема на мисията                       | Функции                                  | Продължителност                          |                                          |
| ------------------------------------------------- | ---------------------------------------- | ----------------------------------------- | ---------------------------------------- | ---------------------------------------- | ---------------------------------------- | ---------------------------------------- |
| 1                                                 | 20 октомври 1995                         | „Колумбия“, мисия STS-73                  |                                          | Специалист на мисията                    | 15 денонощия 21 часа 53 мин. 16 сек.     |                                          |
| 2                                                 | 23 юли 1999                              | „Колумбия“, мисия STS-93                  |                                          | Специалист на мисията                    | 4 денонощия 22 часа 50 мин. 18 сек.      |                                          |
| 3                                                 | 26 юли 2005                              | „Союз TMA-20“, мисия Експедиция 26 на МКС |                                          | Бордови инженер                          | 159 денонощия                            |                                          |
| Сумарно време в космоса – 180 денонощия и 04 часа |                                          |                                           |                                          |                                          |                                          |                                          |